# La Estrella (pel·lícula)
La Estrella és una pel·lícula espanyola de 2013 dirigida per Alberto Aranda Velasco, en la que és la seva opera prima, i protagonitzada per Íngrid Rubio i Carmen Machi, basada en la novel·la homònima de Belén Carmona. Definida com un "drama vitalista amb sabor a barri", fou rodada al barri de Les Oliveres de Santa Coloma de Gramenet i amb banda sonora dels músics locals Muchachito i Los Barrankillos. La preestrena es va fer a la Biblioteca Salvador Cabré del barri de Singuerlín, amb presència de la regidora de cultura Petra Jiménez i el director de Radio TeleTaxi Justo Molinero. Ha estat doblada al català.

## Sinopsi
Estrella és una noia de barri plena d'alegria i gràcia que viu una vida senzilla a un barri de Santa Coloma de Gramenet on es desviu per la gent que l'envolta i els contagia la seva alegria. El seu xicot, Salva, però, somnia amb assolir un treball i un estatus que li permetin sortir del barri. Ambdós porten tant de temps junts que no s'imaginen la vida l'un sense l'altre.
Per fi Salva aconsegueix el seu ascens somiat, i quan ho celebren, la millor amiga d'Estrella i companya de feina, Trini, arriba a la seva casa fugint del maltractament del seu marit. A partir d'aleshores, tipa de no ser escoltada ni compresa, ha d'aprendre a dir que no i s'adonarà que ha de ser valenta, prendre les regnes de la seva vida i lluitar per la seva pròpia felicitat.

## Repartiment
- Íngrid Rubio - Estrella
- Marc Clotet - Salva
- Carmen Machi - Trini
- Fele Martínez - Balta
- Pep Tosar - Xavier
- Angie Savall - Maruja
- Rubén Sánchez - Marc
- Carlos Blanco - Jonás

## Nominacions
- XXIII Premis de la Unión de Actores: Millor actriu protagonista de cinema (Íngrid Rubio).[5]
- Premis Gaudí de 2014: Millor actriu principal (Íngrid Rubio) i Millor actriu secundària (Carmen Machi)[6]